# Ace of Base
Ace of Base és un grup de música suec que canta en anglès cançons d'estil pop i dance. Format el 1987 ha patit diversos canvis en els seus membres, fet que no ha evitat que formin part de les llistes top 100 d'èxits internacionals. Ha influït en cantants posteriors com Lady Gaga o Katy Perry per les seves melodies fàcils de reconèixer, l'electrònica suau i la veu femenina que recull l'herència del pop clàssic. El seu àlbum debut va batre diversos rècords de vendes.
El nom de la formació sembla venir dels asos de la baralla (eren 4 quan van batejar el grup) i el basement o soterrani on assajaven. Se'ls compara amb Roxette i ABBA, també suecs, pel seu èxit internacional, especialment al món anglosaxó.

## Publicacions

### Àlbums
- Happy Nation (1993)
- The Bridge (1995)
- Cruel Summer (1998)
- Greatest Hits (2000)
- Da Capo (2002)

### Singles de més èxit
- All that she wants (1993)
- The Sign (1994)
- Beautiful Life (1995)
- C'est la vie! (1999)

## Guardons
Nominacions
- 1995: Grammy al millor nou artista